# 舟山县
舟山县是中国浙江省舟山市的前身。

## 历史沿革
- 1945年，日本戰敗投降，舟山復歸中華民國。1949年，民国三十八年，因战时需要，定海县分为定海、滃洲县（岱山县前身）两县，马迹山以北苏属各岛设立江苏省嵊泗县。1950年5月13日夜至16日拂晓，驻舟山的中华民国国军秘密自舟山撤退，滃州县实际解散，是爲舟山撤退。
- 1953年3月经政务院批准，定海县辖区分为定海县、普陀县、岱山县3县，并从江苏省划入嵊泗县，成立舟山专区（为今日舟山地级市的前身）。1954年象山县自宁波专区划入，但在1958年转划归台州专区。
- 1959年撤定海、普陀、岱山、嵊泗县，合并成立舟山县，舟山专区仅辖舟山1县。1960年1月4日，舟山专区撤消，舟山县改属宁波专区。同年11月，所属嵊泗人民公社划归上海市。
- 1962年5月重新设立舟山专区，并撤销舟山县，改分为定海、普陀、岱山、大衢、嵊泗（自上海归还后设县）5县。1964年大衢县撤销，其辖区分别划归岱山、嵊泗2县。1967年3月起舟山专区改称舟山地区。
- 1987年1月，经国务院批准，撤销舟山地区和定海、普陀2县，成立舟山市，辖2区（定海区、普陀区）2县（岱山县、嵊泗县），实行以市领导区、县新体制。[1]